# مارنیتسه
مارنیتسه (به چکی: Mařenice) یک منطقهٔ مسکونی در جمهوری چک است که در ناحیه تشسکا لیپا واقع شده‌است.